# Franz Wunderbaldinger
Franz Wunderbaldinger (* 1. August 1927 in Kartitsch; † 11. März 2023) war ein österreichischer Diplomat.

## Werdegang
Wunderbaldinger war unter anderem von 1975 bis 1979 österreichischer Botschafter in Rumänien. Als im August 1978 der Sektionschef des Bundeskanzleramtes Lukas Beroldingen Urlaub in der Residenz Wunderbaldingers in Bukarest machte, verstarb Papst Paul VI. in Castel Gandolfo, weshalb Beroldingen umgehend nach Wien zurück wollte. Da es jedoch an diesem Tag keine Flugverbindung mehr von Bukarest nach Wien gab, wollte Beroldingen die Heimreise mit dem Auto antreten. Da jedoch auch der Chauffeur des Botschafters erkrankt war, wollte Wunderbaldinger Beroldingen persönlich nach Wien fahren. Kurz nach der rumänisch-ungarischen Grenze kam es bei Magyarcsanád zu einem schweren Unfall, bei dem Beroldingen starb und Wunderbaldinger schwer verletzt wurde.
Danach war Wunderbaldinger von 1979 bis 1982 Botschafter in der Türkei, von September 1985 bis Januar 1990 Botschafter in der DDR, und ab 1992 Botschafter in Dänemark, mitakkreditiert in Island und als erster Botschafter in Litauen (bis 1994), mit Sitz in Kopenhagen.
Ab 1956 war er Mitglied der katholischen Studentenverbindung KÖHV Pannonia Wien im ÖCV.
Am 11. März 2023 starb Wunderbaldinger im Alter von 95 Jahren; die Beisetzung fand in Innsbruck statt.

## Ehrungen
- 1958: Verdienstkreuz am Bande der Bundesrepublik Deutschland